# Procida

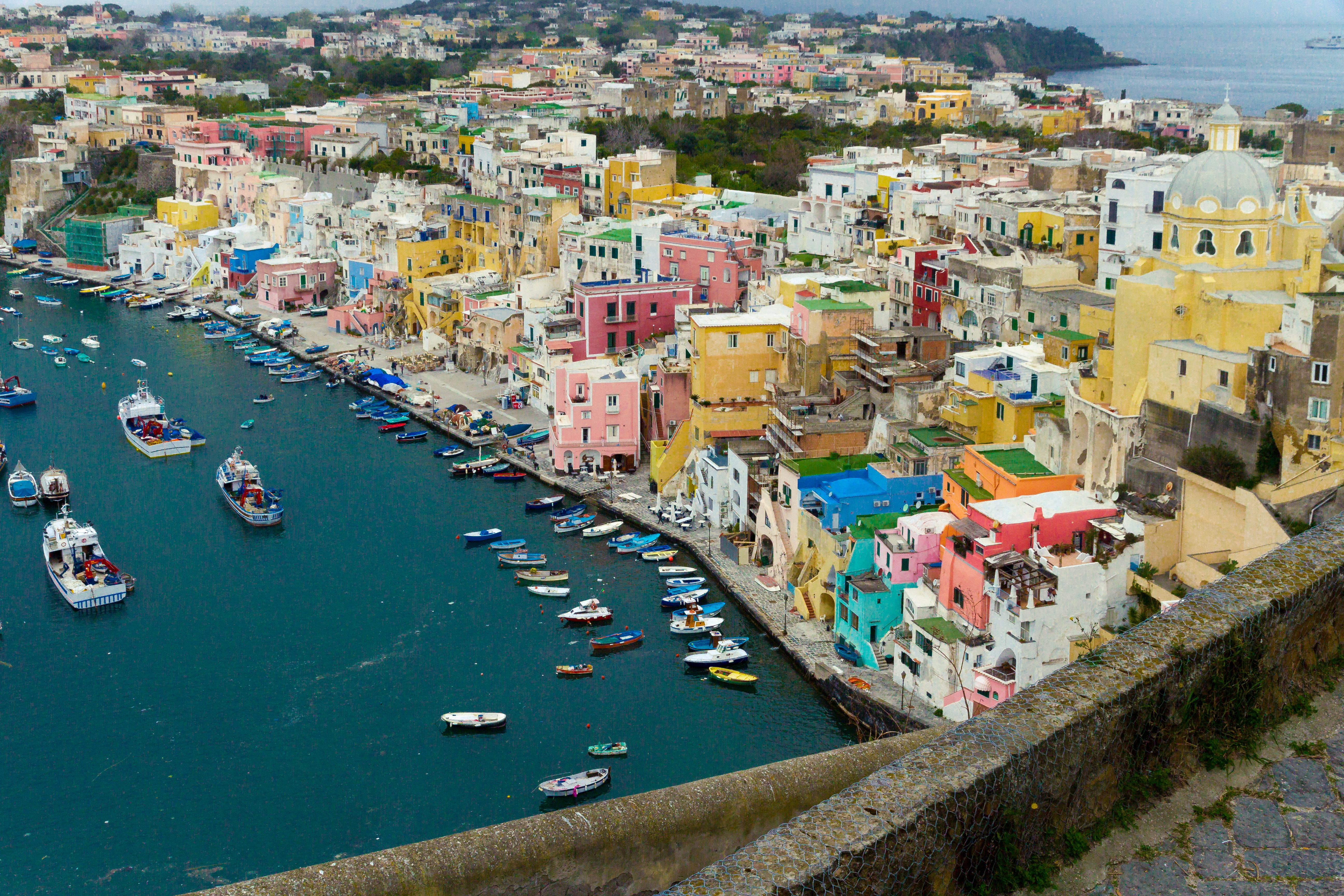
Blick auf den Ortsteil Corricella

Procida (in der Antike Prochyta) ist eine Insel im Golf von Neapel. Sie zählt zu den Phlegräischen Inseln. Procida ist zugleich der Name des Hauptortes auf der Insel und der gleichnamigen Gemeinde Procida (10.040 Einwohner zum 31. Dezember 2023), die auch noch das benachbarte Inselchen Vivara umfasst. Procida ist die am dichtesten besiedelte Mittelmeerinsel.
Berühmt ist Procida für die Karfreitagsprozession, zu der auch viele ehemaligen Bewohner auf die Insel zurückkehren. Der Tourismus spielt – im Gegensatz zu Capri und Ischia – nur eine untergeordnete Rolle. Von besonderer Bedeutung ist das Istituto Nautico, die älteste Seefahrerschule Europas. 1830 bis 1988 befand sich ein berüchtigtes Gefängnis im ehemaligen Palast auf Terra Murata.

## Geographie
Procida liegt zwischen Kap Miseno und der Insel Ischia. Sie ist etwa 4 km² groß. Die Küstenlinie ist etwa 16 km lang. Die höchste Erhebung ist Terra Murata (91 m). Mit dem unbewohnten Inselchen Vivara ist Procida über eine Brücke verbunden. 

## Geologie
Procida ist wie ihre Schwesterinsel Ischia vulkanischen Ursprungs. Die Insel entstand aus sieben vulkanischen Zentren, die sich vor 20.000 bis 40.000 Jahren gebildet haben und die allmählich zusammenwuchsen. Die sehr unregelmäßige Küstenlinie mit ihren hohen Felswänden und den langen schmalen Stränden von schwarzem Vulkansand ist das Ergebnis dieser vulkanischen Aktivität. Sechs Kraterreste, darunter das Hafenrund der Marina di Chiaolella und das der Corricella, befinden sich auf der Hauptinsel. Den siebten teilt sich die Insel mit dem zur Gemeinde Procida gehörenden halbmondförmigen Inselchen Vivara.

## Klima
In der touristischen Saison (etwa Juni bis Anfang Oktober) betragen die Tages-Maximaltemperaturen zwischen 21 und 26 °C. Im Sommer gibt es pro Monat etwa vier Regentage, das Meer ist von Juni bis Oktober 21 °C warm oder wärmer.

## Anreise und Verkehr
Die Insel ist nur per Schiff von Neapel, Pozzuoli oder Ischia aus erreichbar. Autofähren („Traghetti“) verkehren von allen drei genannten Orten, die schnelleren, aber teureren Tragflächenboote („Aliscafi“) von Neapel und Ischia. Tragflächenboote fahren ab einem bestimmten Seegang nicht mehr. Die Mitnahme von Fahrzeugen (Autos, Mopeds) ist nur für Einheimische gestattet.

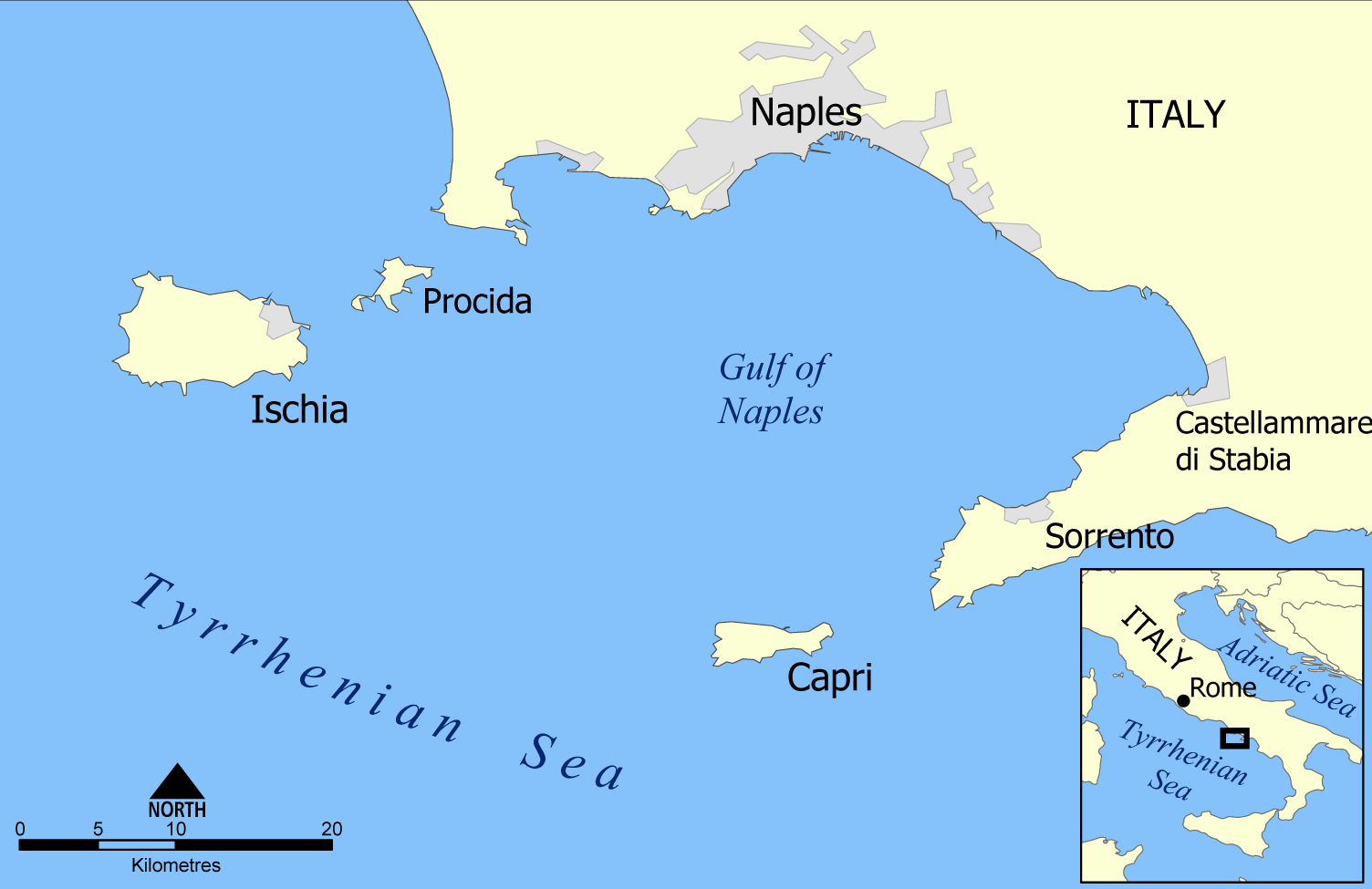
Procida und der Golf von Neapel
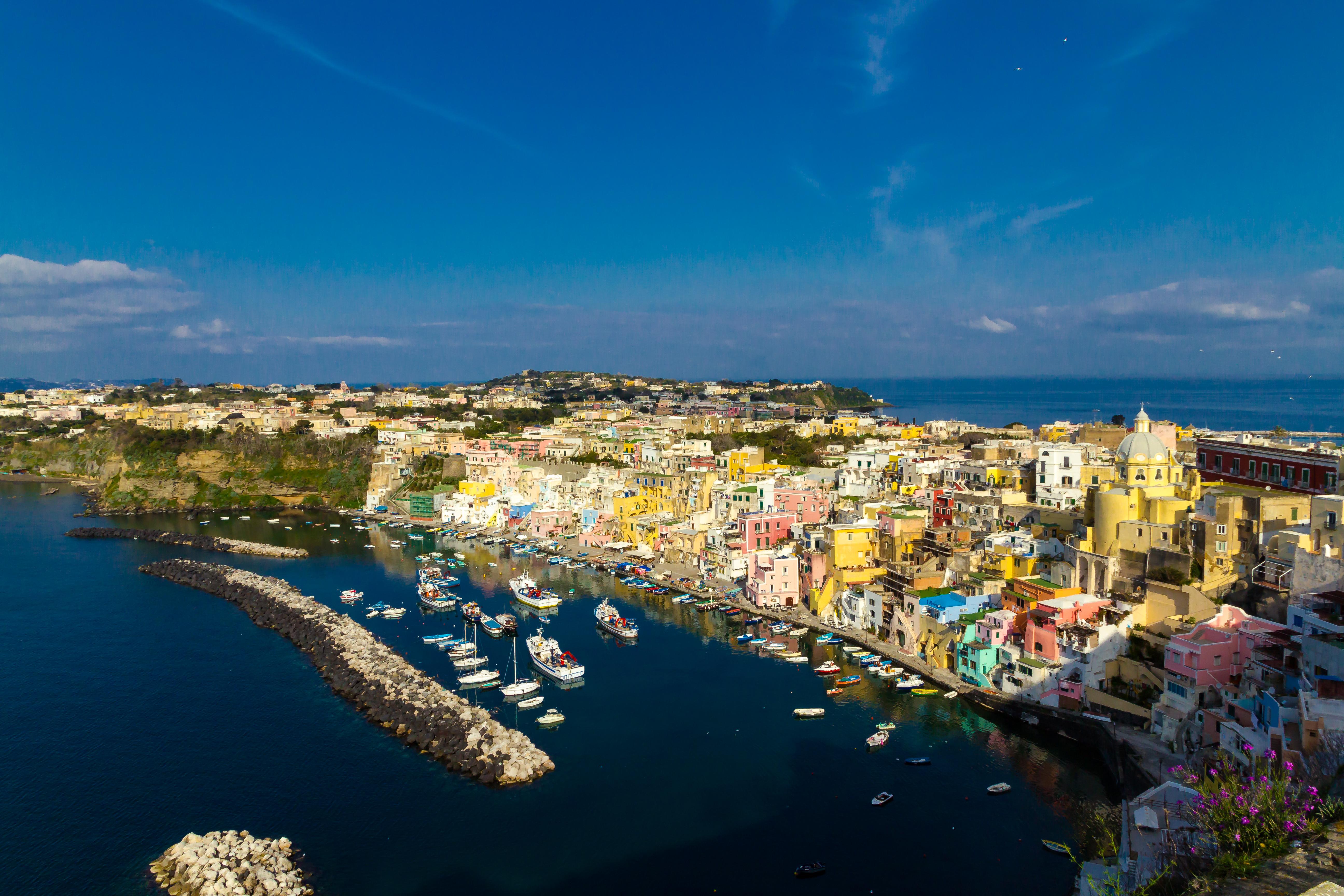
Blick über Procida von Terra Murata
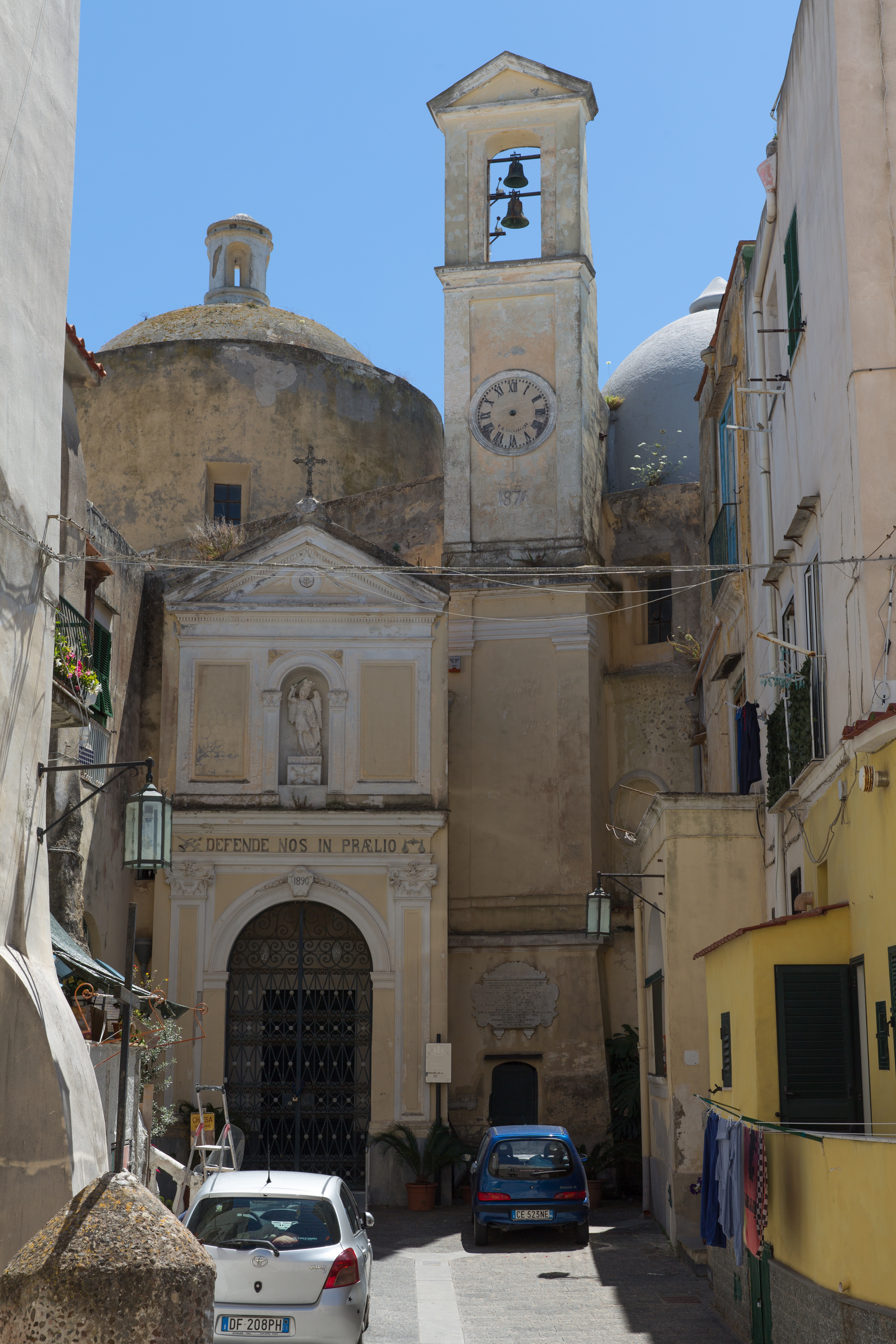
Kirche von San Michele Arcangelo
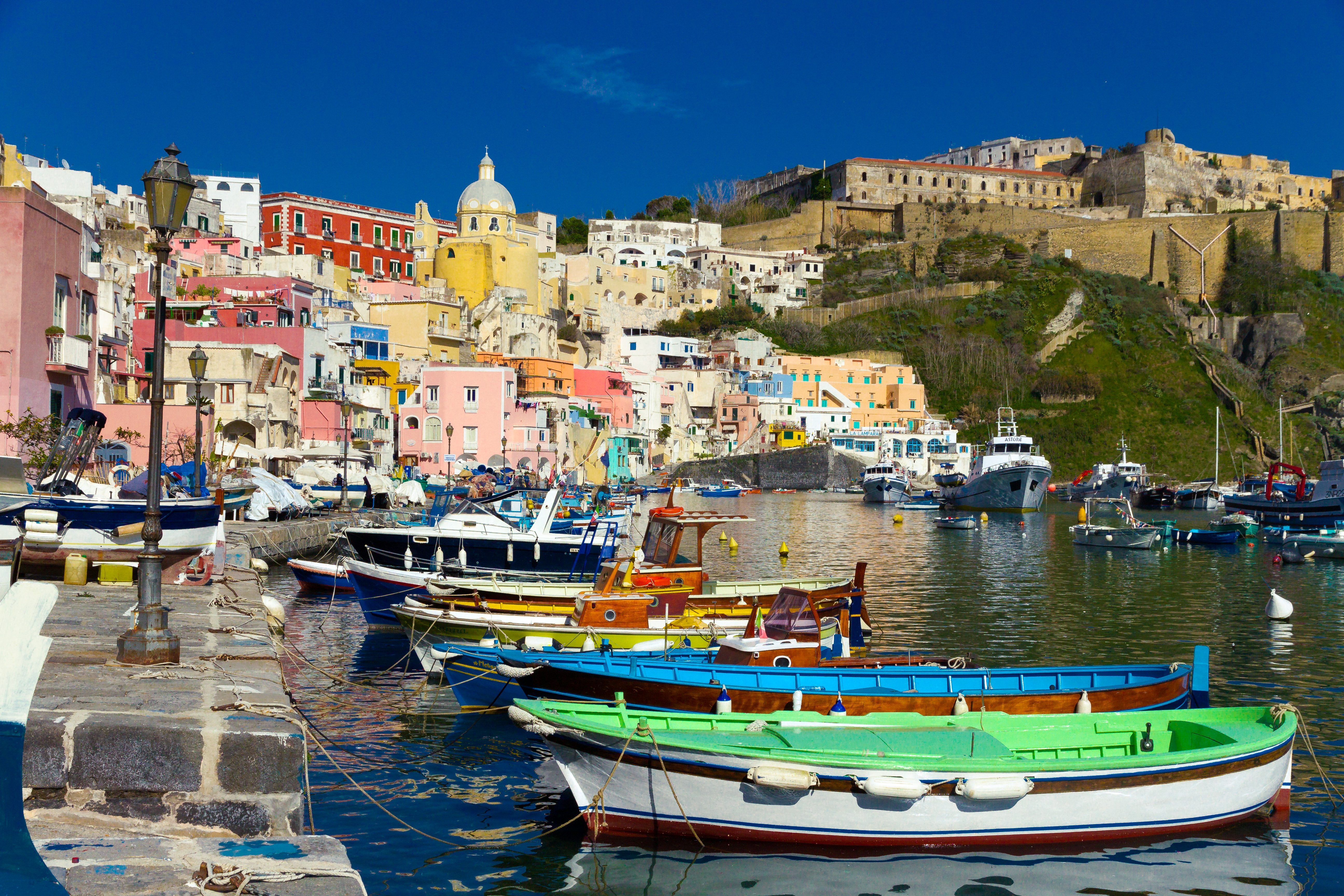
Hafen von Procida (Marina Grande)
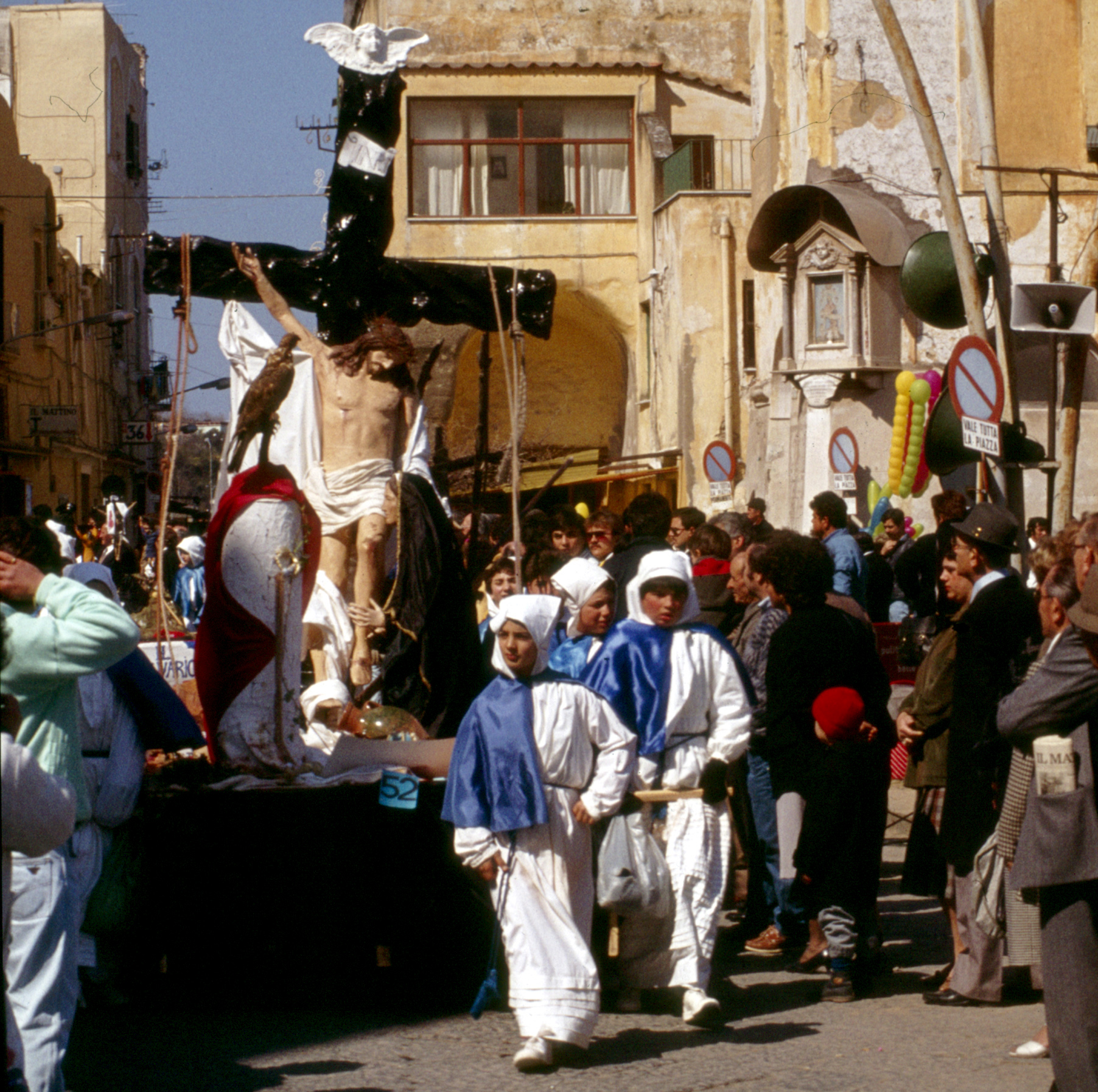
Processione dei Misteri am Karfreitag

## Procida in Literatur und Film
- Der Roman Arturos Insel (1957) von Elsa Morante spielt auf Procida.
- Damiano Damiani verfilmte 1962 Insel der verbotenen Liebe (L'isola di Arturo) nach Morantes Roman auf Procida.
- Der Roman Sehnsucht nach Procida von Ota Filip (1988)
- Die Erzählung Graziella von Alphonse de Lamartine (1852)
- Der Film Der Postmann (Il Postino, 1994) wurde auf Procida und Salina gedreht.
- Der Film Procida. Die Insel, das Meer und der Tod, WDR/3sat 2008, Regie: Annette von Wangenheim
- Der Film (einzelne Szenen) Der talentierte Mr. Ripley (Film) von Anthony Minghella (1999)
- Die Netflix-Serie (einzelne Szenen) Generation 56k (2021).

## Persönlichkeiten
- Antonio Parascandola (1902–1977), Mineraloge und Vulkanologe
- Michele Autuoro (* 1966), römisch-katholischer Geistlicher, Weihbischof in Neapel